# Smithsonian Astrophysical Observatory
Pour les articles homonymes, voir SAO et Smithsonian (homonymie).
Le Smithsonian Astrophysical Observatory (SAO) est un centre de recherche de la Smithsonian Institution. Cette institution fut créée par le Congrès des États-Unis en 1846 afin d'utiliser le legs fait par l'anglais James Smithson au gouvernement afin de fonder à Washington un établissement pour le développement et la diffusion de la connaissance.
Le Smithsonian Astrophysical Observatory est très connu chez les astronomes pour avoir édité en 1966 un catalogue d'étoiles qui porte son nom, le Catalogue SAO.

## Historique

### Un début balbutiant
Bien que Smithson ne spécifia pas de domaine de recherche spécifique, le président John Quincy Adams demanda en 1838 à ce qu'une partie des fonds de ce legs soit utilisé pour établir un observatoire astronomique national, mais à ce moment d'autres intérêts prévalaient et l'institution se concentra dans divers musées et laboratoires. Il fallut attendre 1890 pour que l'observatoire soit fondé par Samuel Pierpont Langley, le secrétaire de l'institution. Initialement, l'observatoire occupait un petit hangar derrière l'immeuble de la Smithsonian Institution et ses recherches étaient centrées sur l'étude du rayonnement solaire et de la constante solaire.
Langley fut le premier directeur jusqu'à sa mort en 1906. Il est surtout connu comme un pionnier de l'aéronautique mais il avait une formation d'astronome : il inventa le bolomètre, découvrit le rayonnement infrarouge solaire, et fut un des premiers scientifiques américains à percevoir l'astrophysique comme une discipline à part entière.

### Nouvelles directions et orientations
En 1907, Charles G. Abbot qui était assistant au SAO depuis 1895, devint le nouveau directeur. Sous sa direction, plusieurs stations d'observations solaires furent établies aux États-Unis, en Amérique du Sud et en Afrique.
En 1944, lorsque Abbot pris sa retraite, Loyal B. Aldrich devint le nouveau directeur.

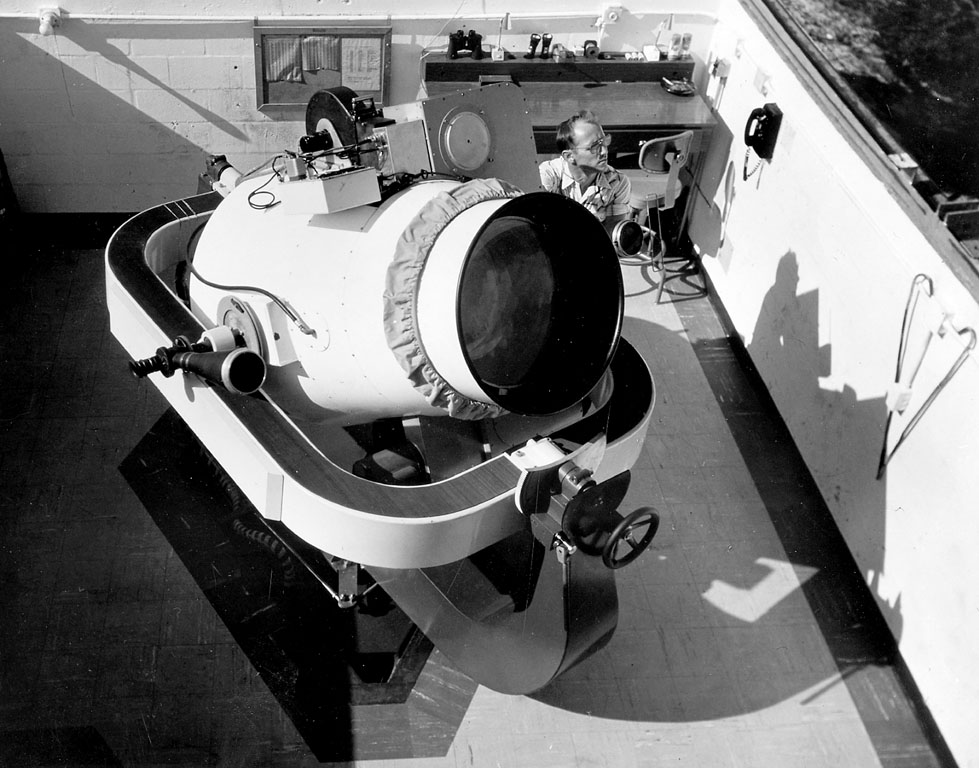
L'une des caméras Baker-Nunn utilisées par l'observatoire Smithsonian pour suivre les satellites artificiels de la fin des années 1950 au milieu des années 1970, vers 1958.

En 1955 le SAO déménagea de Washington à Cambridge dans le Massachusetts pour s'affilier avec l'observatoire de l'université Harvard et pour étendre son équipe ainsi que son domaine de recherche. Fred Whipple, alors à la tête du département d'astronomie à Harvard, fut nommé directeur de ce nouveau SAO en remplacement de Aldrich qui prenait sa retraite. Sous sa direction, le SAO contribua au programme spatial américain en créant un réseau mondial de suivi optique de satellites. Des expériences d'observations astronomiques en orbite, des études sur les comètes et les météorites, et des recherches en astrophysique théorique furent aussi entreprises.
En 1973, les liens entre le Smithsonian et Harvard furent encore resserrés et le Harvard-Smithsonian Center for Astrophysics (CfA) fut créé à Cambridge pour coordonner les activités de recherche du SAO et du Harvard College Observatory sous une seule direction.

### Innovations et leadership technologique
Actuellement, le SAO est une des institutions d'astrophysique les plus grandes et les plus diversifiées au monde. Il est à l'origine du développement d'observatoires en orbite et de grands télescopes terrestres, de l'utilisation de l'informatique pour résoudre les problèmes astrophysiques ainsi que de l'intégration de mesures en laboratoire, d'astrophysique théorique et d'observations dans tout le domaine du spectre électromagnétique.
Les recherches du programme du CfA, bien qu'en relation et complémentaires, sont organisées en sept sections : physique atomique et moléculaire, astrophysique des hautes énergies, astronomie optique et infrarouge, radioastronomie, physique solaire et stellaire et astrophysique théorique. Les données observationnelles sont récoltées par des fusées, des ballons et des engins spatiaux ainsi que par des télescopes au sol : le Fred Lawrence Whipple Observatory en Arizona, l'observatoire Oak Ridge au Massachusetts et le radiotélescope millimétrique à Cambridge.